# Marco Fabio Vibulano (cónsul 442 a. C.)
Marco Fabio Vibulano  fue un político y militar romano del siglo V. a. C. perteneciente a la gens Fabia. Destacó en el campo de batalla en el desempeño de sus funciones de legado dictatorial.

## Familia
Vibulano fue miembro de los Fabios Vibulanos, una rama familiar de la gens Fabia de extracción patricia. Fue hijo del consular Quinto Fabio Vibulano y padre de los tribunos consulares Numerio Fabio Ambusto, Cesón Fabio Ambusto y Quinto Fabio Ambusto. Sus hermanos fueron Quinto Fabio Vibulano y Numerio Fabio Vibulano.

## Carrera pública
En el año 442 a. C. fue elegido cónsul. Con su colega en el consulado, Póstumo Ebucio Helva Córnicen, publicó un senadoconsulto para proveer de colonos a Ardea (diezmada por la guerra del año anterior) y procurarle así una adecuada defensa contra los volscos. Durante el año 437 a. C. sirvió como legado a las órdenes del dictador Mamerco Emilio Mamercino; en la batalla de Fidenas defendió el campamento de una incursión de tropas enviadas por el rey Tolumnio.
Obtuvo el tribunado consular en el año 433 a. C., año en el que se produjo una epidemia en Roma que causó un gran daño en la población. Dos años después, fue legado del dictador Aulo Postumio Tuberto que lo puso al frente de la caballería en la batalla del Monte Álgido en la que Fabio fue herido en una pierna.